# سینکو دی مایو

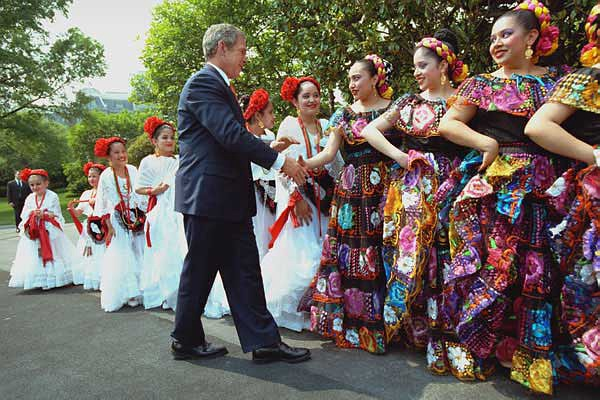
جرج دبلیو بوش و مراسم سینکو دی مایو در کاخ سفید در سال ۲۰۰۱

سینکو دی مایو (به اسپانیایی: Cinco de Mayo) نام یک روز جشن در مکزیک و ایالات متحده آمریکا است. در این جشن، افراد با میراث لاتینو و اسپانیایی زبان، پیروزی مکزیک را بر فرانسه در نبرد پویئ بلا در پنجم می ۱۸۶۲ جشن می‌گیرند. سینکو دی مایو به زبان اسپانیایی به معنی پنجم می می‌باشد.
امروزه این جشن در برخی ایالات مکزیک و بیشتر در آمریکا و به ویژه در ایالات تگزاس و کالیفرنیا مرسوم و گرامی داشته می‌شود. این جشن‌ها اغلب همراه با شادی و پایکوبی و مراسم شکافتن پینیاتا همراه است.

## جشن تاریخی

### ایالات متحده
باتوجه به مقاله منتشر شده در دانشگاه کالیفرنیا مرکز تحصیل سلامت لاتین و فرهنگ در مورد منشاء مراسم سینکو دی مایو در ایالات متحده ٬ آمریکایی های مدرن متمرکز بر اولین روز آغازشده در کالیفرنیا در ۱۸۶۳(تاریخ میلادی) پاسخ به مقاومت قانون فرانسوی در مکزیک شد.
این جشن محبوبیت زیاد شد و تکامل  به جشنی از ضیافت مکزیکی ها و میراثشان یافت٬ در اولین مناطقی که جمعیت مکزیکی-آمریکایی بود جشن گرفته شد (نیویورک
، لس آنجلس ٬ دالاس ،  ،....)

### مکزیک
در ۱۹ اردیبهشت ۱۲۴۱ ٬ ریس جمهور مکزیک خوآرز اظهار داشت که سالگرد نبرد پوئبلا یک تعطیل ملّی خواهد بود . برگذاشت این نبرد به عنوان یک تعطیل ملّی در مکزیک مشاهده نمی شود اما در همه مدارس عمومی در ۵ می در  سر تا سر مکزیک بسته است. این روز در ایالت پوئبلا (جایی که جنگ به وقوع پیوست)مکزیک تعطیل رسمی است و در ایالت همسایگی  وراکروز روز کامل تعطیل (روز بدون کار) است.

### جاهای دیگر
این جشن در جاهای دیگر به غذای مکزیکی ، موسیقی و تمدن تاکید شده است. برای مثال عده ای از کانادایی ها بارها موسیقی مکزیکی پخش می کنند و غذا و نوشیدنی های مکزیکی سرو میکنند. در جزیره کایمن (متعلق به انگلیس) و کارائیب سالیانه  سینکو دی مایو مسابقات گیتار برگزار می کنند.

## پیوند به بیرون

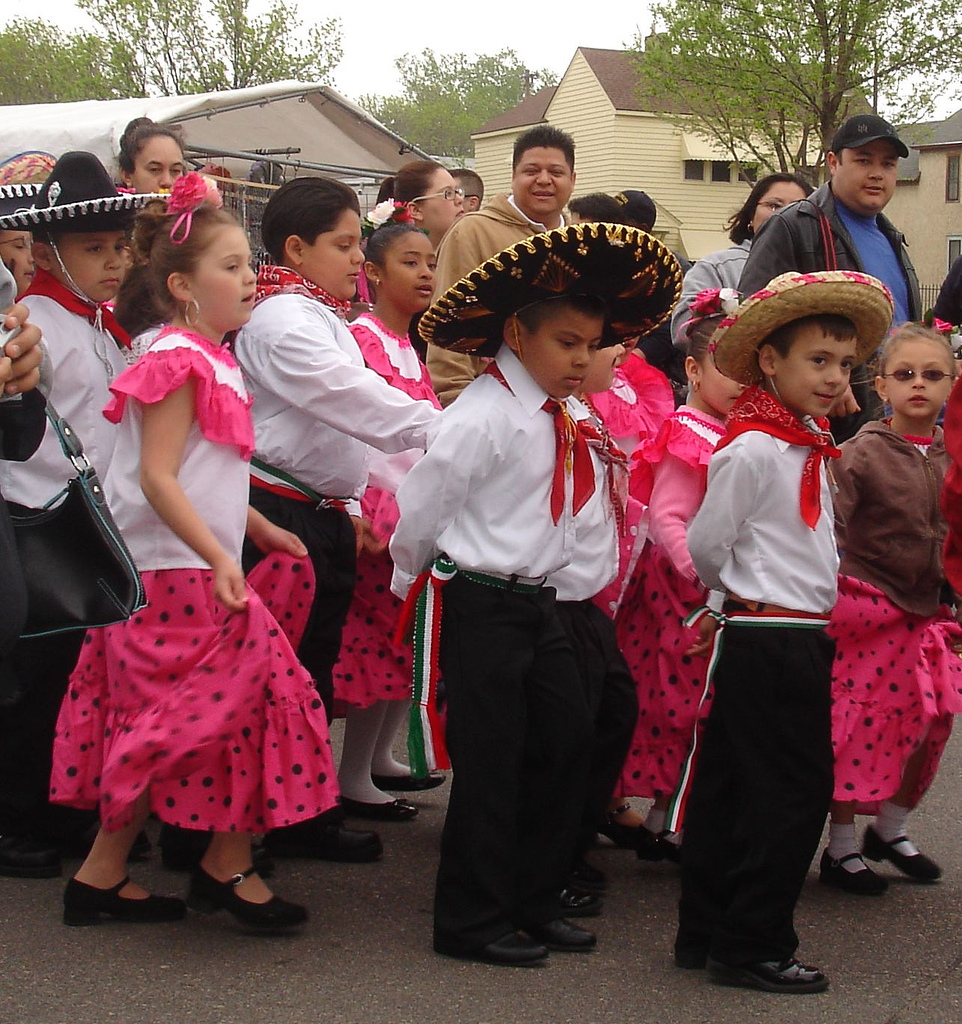
مراسم سینکو دومایو در مینه‌سوتا